# Convexochilus compressus
Convexochilus compressus is een mosselkreeftjessoort uit de familie van de Bythocytheridae. De wetenschappelijke naam van de soort is voor het eerst geldig gepubliceerd in 1908 door Müller.